# Scolopendra viridis
Scolopendra viridis (лат.) — вид губоногих многоножек (Chilopoda) из рода сколопендры (Scolopendra). Вид обитает в жарком и сухом климате юга США и в Мексике, а также в ряде стран Центральной Америки. Является модельным видом, на примере которого изучаются особенности яда многоножек.

## Описание
Тело оливковое с желтым, коричневым или зеленым оттенком, длинной до 130 мм. На голове имеются отчетливые пятна. Усики состоят из 21—31 членика. Отличительные признаки: тергит с двумя продольными бороздками. Вырост на тазиках ног хорошо развит.